# Colochirus
Genre
Colochirus est un genre d'holothuries (concombres de mer) de la famille des Cucumariidae.

## Liste des espèces
Selon World Register of Marine Species (4 juillet 2014) :
- Colochirus colloradiatus Haacke, 1880 -- île Maurice
- Colochirus crassus Ekman, 1918 -- Australie (surtout occidentale)
- Colochirus cylindricus Semper, 1867 -- Philippines
- Colochirus propinquus Haacke, 1880 -- île Maurice
- Colochirus pusillus Helfer, 1912 -- Mer Rouge
- Colochirus quadrangularis Troschel, 1846 -- De la Mer de Chine à l'Australie méridionale
- Colochirus robustus Östergren, 1898 -- des Philippines à l'Australie
- Colochirus tuberculosus (Quoy & Gaimard, 1834) -- Australie septentrionale, et peut-être jusqu'à la mer de Chine
- Colochirus viridis Semper, 1867 -- Philippines

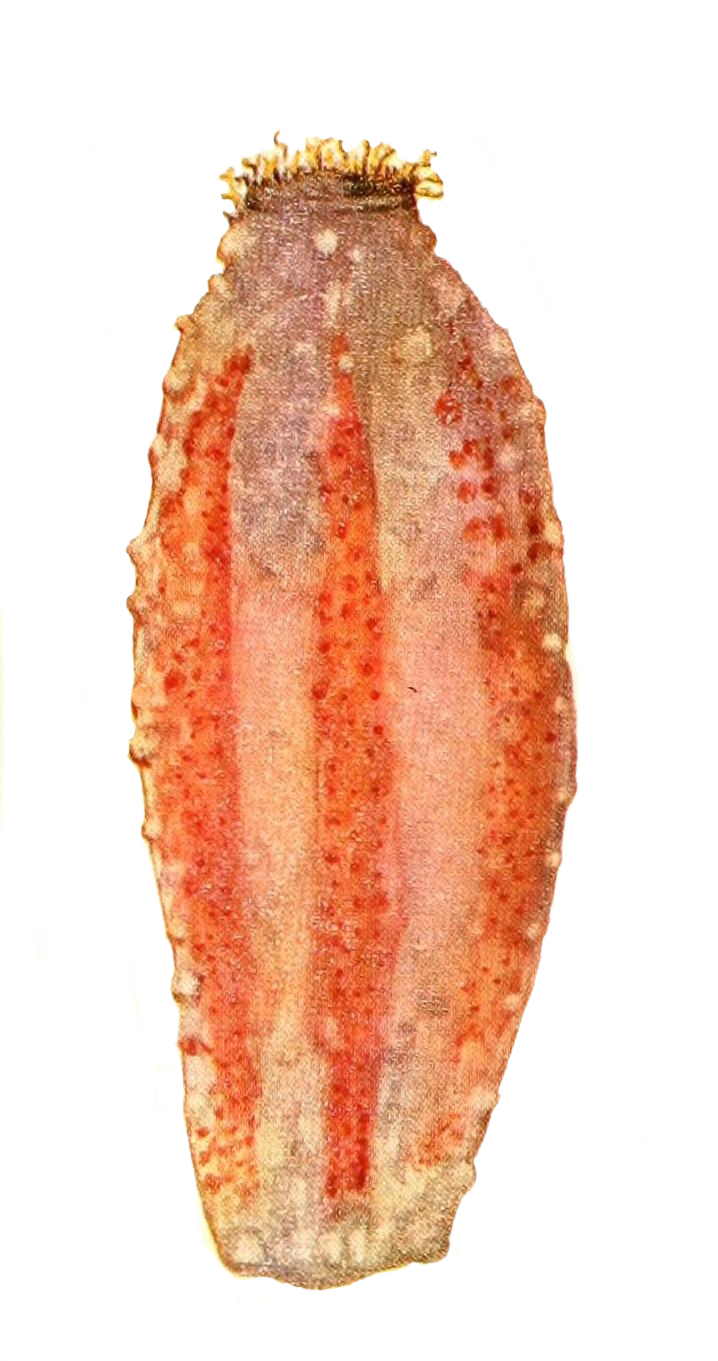
Colochirus crassus.
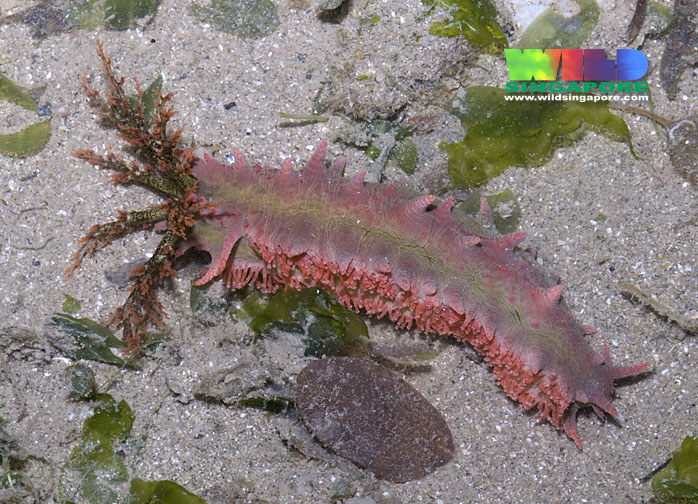
Colochirus quadrangularis.
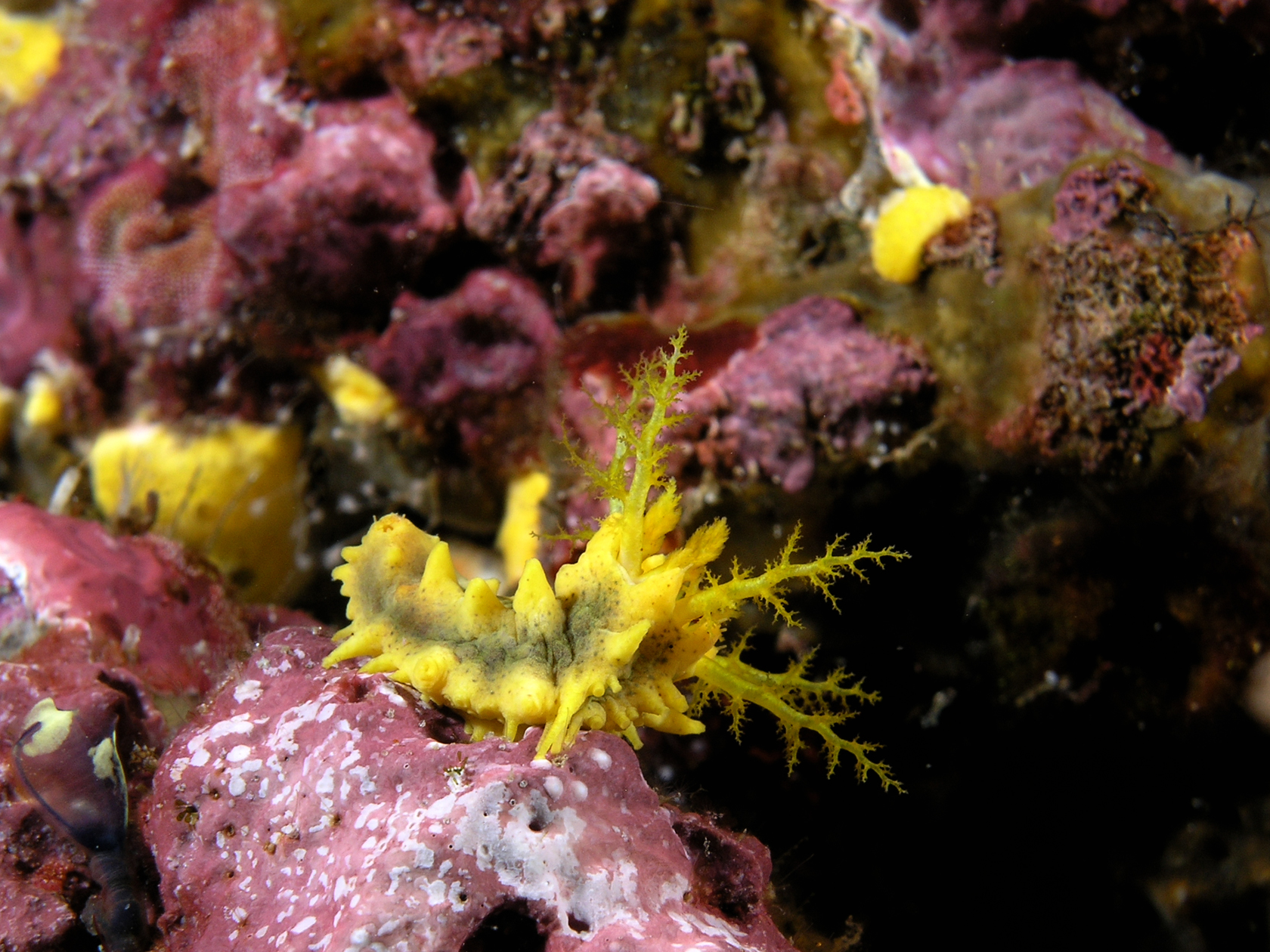
Colochirus robustus.